# Скаківка (Крупський район)
Скаківка (біл. вёска Скакоўка) — село в складі Крупського району Мінської області, Білорусь. Село підпорядковане Бобрській сільській раді, розташоване в східній частині області.